# Koichi Tohei
Koichi Tohei (藤平光一; 20. siječnja 1920. – 19. svibnja 2011.), japanski majstor borilačkih vještina, prvi shihan koji je podučavao aikido na zapadu. Izravni je učenik Moriheija Ueshibe. Nosilac je 10. Dana u aikidu. Osnivač je škole Ki aikido.

## Životopis
Koichi Tohei je rođen u mjestu Shitaya, u blizini Tokya, 1920. godine. Kad je imao tri godine vratio se u svoj rodni grad smješten u prefekturi Tochigi. U mladosti je bio vrlo slab. Uvijek je trebao liječnika. Njegov je otac bio jako zabrinut za njega. Kad je Koichi Tohei imao 9 godina, otac ga je počeo učiti judo. S 14. godina dobio je crni pojas u toj vještini. Kad je imao 16 godina, upisao je Sveučilište Keio. Vježbao je toliko intenzivno judo da je dobio upalu porebrice. Zbog toga je morao uzeti slobodnu godinu na Sveučilištu. Tijekom oporavka započeo je sa samo-preispitivanjem, koje je završilo sa zaključkom da mu je um preslab. Prije nego što se oporavio od bolesti počeo je posjećivati Ichikukai dojo. Tamo je vježbao Zen i Misogi disanje. Godine 1939., Tohei je upoznao Moriheija Ueshibu, te kod njega počinje vježbati aikido. Nakon što je diplomirao na Sveučilištu Keio, u listopadu 1942. godine biva mobiliziran u vojsku. Tamo je postao zapovjednik voda te je poslan u kineski front na četiri godine. Kroz osobno iskustvo rata, shvaća da je istinska borba potpuno drugačija od natjecanja, postaje svjestan važnosti mirnog uma, te ujedinjenosti uma i tijela. Vraća se u Japan nakon završetka Drugog svjetskog rata, 1946. godine.
Godine 1953. Morihei Ueshiba šalje ga na Havaje i tako postaje prvi shihan aikida koji je podučavao u Sjedinjenim Američkim Državama i zapadnom svijetu. U 1950-ima avioni još nisu bili dovoljno razvijeni, a Japanci nisu mogli slobodno putovati preko Tihog oceana. Godine 1953. Koichi Tohei je dobio posebnu dozvolu te je krenuo brodom na Hawaii. Na tom otoku je sudjelovao u borbama s profesionalnim hrvačima i visoko rangiranim borcima, ali ih je bacao Ki-jem (životna energija). Mnogi koji su to vidjeli postali su njegovi učenici. Okružni policijski odjel u Mauiu na Hawaiima prihvatio je Koichi Toheija zamolivši ga za poučavanje tamošnjih policajaca. Počevši na Hawaiima, Koichi Tohei otišao je i dalje na američko kopno. Poučavao je u 21 državi uključujući Kaliforniju, Nevadu, Arizonu i Washington. Koichi Tohei otišao je u Guam, Filipine i Novi Zeland i poučavao aikido. Tohei postaje glavni instruktor Hombu dojoa.
Koichi Tohei primio je 10.Dan od Moriheija Ueshibe. Tri je mjeseca kasnije Morihei Ueshiba je preminuo. 

## Ki aikido
Koichi Toheijev način podučavanja aikida uključivao je načela, koja nisu odobravali neki instruktori aikida. Koichi Tohei je imao jasne ideje kako bi bilo najbolje poučavati aikido. Te ideje su se većinom temeljile na principima ujedinjenosti uma i tijela, ali su njegove ideje naišle na otpor nekih instruktora koji su se držali tradicionalnih metoda. Kako bi ostvario svoje ideje, 1971. osnovao je društvo  Ki Društvo (Ki No Kenkyukai). Godine 1974., došlo je do potpunog raskola između njega i drugih instruktora aikida. Nakon toga, Tohei je napustio Hombu dojo, te osnovao Shin-Shin Toitsu aikido, koji je danas poznat kao Ki-aikido.
Godine 1977. Ki Društvo je službeno priznato od Ministarstva za zdravlje, rad i dobrobit Japana. Godine 1978. Koichi Tohei je po prvi put otišao u Europu. Držao je seminare u Ujedinjenom Kraljevstvu, Belgiji, Italiji, Francuskoj i Njemačkoj. Sudionici su na tim seminarima vrlo ozbiljno proučavali Ki načela. Ki i Ki-aikido potom su se brzo proširili u Nizozemsku, Španjolsku, Austriju, Finsku i Švedsku. 
U 1980-ima, Koichi Tohei se počeo usmjeravati na trening instruktora. Da bi posvuda proširio Ki načela, osnovao je Institut za razvoj Ki-a. Podučavao je mnoge ljude Ki načelima, svjetski poznate pijaniste, fotografe, umjetnike, pjevače, Kabuki i Noh glumce, kaligrafe, filozofe, policajce, istražitelje droga, tjelohranitelja predsjednika Sjedinjenih Američkih Država i druge diljem svijeta. Godine 1990. dovršene su prostorije za Ki no sato vježbanje. Nakon toga, Koichi Tohei naglasak je stavio na vježbanje i seminare za poslovna poduzeća i poslovne ljude. Koichi Tohei podučavao je preko 400 poslovnih ljudi koji su pohađali "Koichi Tohei Ki Dojo" koji je sponzorirala Japan Management Consultants Association. Uz to, počeo je zaposlenike vodećih poslovnih poduzeća poučavati Ki načelima, kao dio njihova poslovnog usavršavanja. Koichi Tohei usmjerio se na podučavanje instruktora. Za vježbanje Ki-aikido instruktora, osnovao je Tohei gakuen Ki-Aikido institute. Držao je Ki seminare za poslovne tvrtke i pojedince.

## Smrt
Koichi Tohei je početkom svibnja 2011. godine osjetio nelagodu u prsima. Ustanovljeno je da ima upalu pluća. Stoga je poslan na liječenje. Dva puta završio je na odjelu intenzivne njege, s kojeg se vraćao na opći odjel. Preminuo je 19. svibnja 2011. godine. Nakon dogovora u krugu obitelji odlučeno je da će njegov pogreb biti održan u krugu obitelji. Formalni pogreb na kojem su svi mogli doći održan je u Tokiju, nekoliko tjedana kasnije.

## Djela
- Aikido in Daily Life, 1966
- Aikido in Daily Life, 1974.
- What is Aikido?, 1974.
- Book of Ki, 1976.
- This is Aikido, 1978.
- Ki in Daily Life, 2001.
- The Way to Union with Ki, 2001.
- Kiatsu, 2003.
- Ki Sayings, 2003.

## Vanjske povezice
- Koichi Tohei